# Jacopo Inghirami
Jacopo Inghirami (Volterra, luglio 1565 – Volterra, 3 gennaio 1624) è stato un ammiraglio italiano,  uno dei più ammirati ufficiali della flotta del Granduca di Toscana.

## Biografia

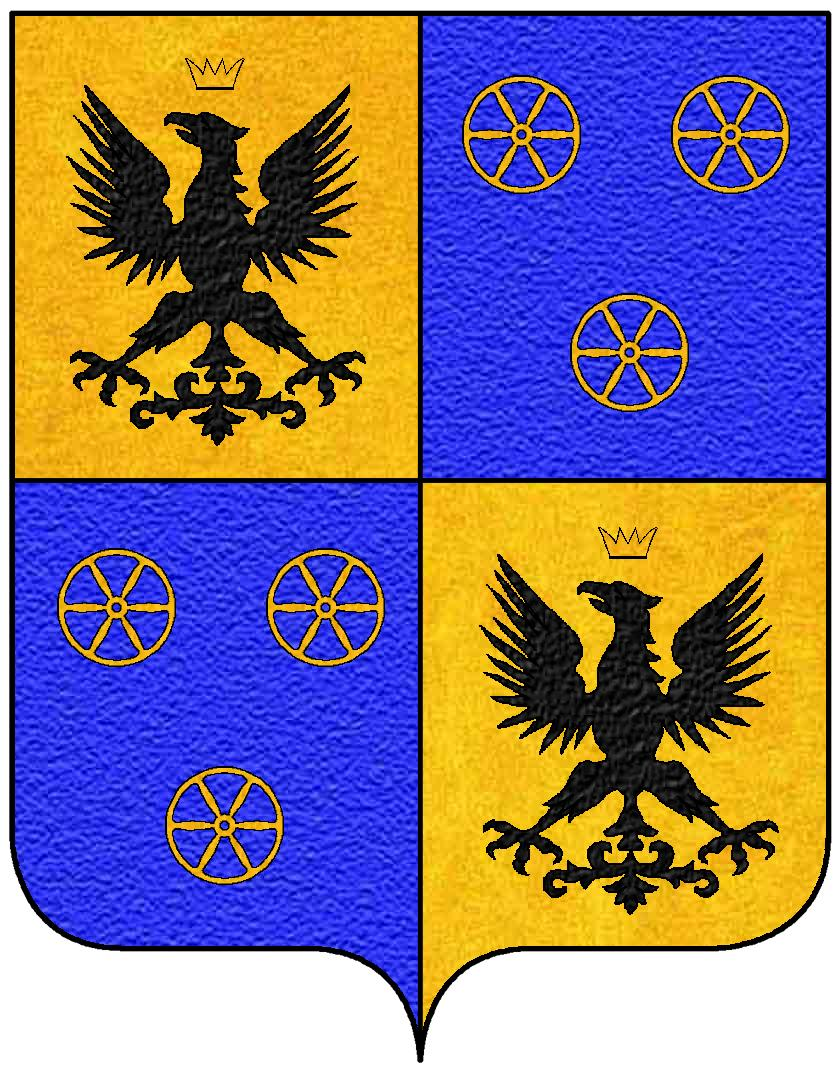
Stemma Inghirami

Nato a Volterra, di famiglia patrizia, da Giovanni e Lucrezia Falconcini, all'età di sedici anni entrò nell'Ordine dei cavalieri di Santo Stefano. Fu il X ed il XIII Ammiraglio comandante la flotta stefaniana, accresciuto poi col titolo di Generale.
Combatté per nove anni al servizio della lega cattolica nelle guerre civili che sconvolsero in quegli anni la Francia. Al suo ritorno in Toscana, divenne ammiraglio della flotta toscana nel 1603, all'età di trentotto anni.
Presso le bocche di Bonifacio riuscì a sconfiggere il temibile corsaro saraceno Amurat Rais.  Nel 1607 tentò invano la conquista di Famagosta, ma riuscirà tuttavia pochi mesi dopo ad espugnare Bona in Algeria.
Il 23 giugno 1616 fu nominato marchese di Montegiovi, e successivamente Balì di Borgo Sansepolcro. Il 2 febbraio 1618 fu nominato governatore di Livorno.